# Massimo Cuttitta
Massimo Cuttitta (Latina, 2 settembre 1966 – Albano Laziale, 11 aprile 2021) è stato un rugbista a 15 e allenatore di rugby a 15 italiano, vincitore di quattro campionati italiani con il Milan nel ruolo di pilone. Disputò in tutto 69 incontri con la nazionale italiana, con la quale si laureò campione d'Europa nel 1997.
Passato alla carriera tecnica, divenne allenatore specializzato nella preparazione degli avanti, ruolo che rivestì, tra l'altro, per sei anni nella nazionale della Scozia dal 2009 al 2015.

## Biografia

Massimo Cuttitta (a sinistra) e il gemello Marcello mentre festeggiano lo scudetto 1995-96 del Milan

Massimo Cuttitta nacque a Latina da una famiglia di origine napoletana, della quale facevano parte, oltre ai genitori, anche il gemello Marcello e il fratello maggiore Michele, entrambi rugbisti, benché quest'ultimo solo a livello dilettantistico; alla fine degli anni sessanta la famiglia si trasferì in Sudafrica e fece ritorno in Italia nel 1985.
In Sudafrica i tre fratelli Cuttitta iniziarono la pratica del rugby e, al ritorno in Italia, furono ingaggiati a L’Aquila; successivamente, il fratello maggiore Michele si dedicò agli studi di ingegneria, e a intraprendere la carriera sportiva d'alto livello rimasero i due gemelli, Marcello ala, e Massimo, pilone.
Nel 1988 si trasferì, insieme a Marcello, all'Amatori Milano, poi Milan, rimanendovi 10 stagioni e formando insieme ad altri internazionali quali Croci, Domínguez, Vaccari e Properzi l'ossatura di una squadra che dal 1991 al 1996 vinse quattro titoli nazionali e una Coppa Italia.
Tre anni dopo la prima convocazione di suo fratello, Massimo Cuttitta fu chiamato da Bertrand Fourcade per la nazionale che affrontò gli impegni di Coppa FIRA 1989-90: esordì a Napoli il 7 aprile 1990 contro la Polonia.
Sia Marcello che Massimo Cuttitta presero parte alla Coppa del Mondo di rugby 1991 in Inghilterra e, successivamente, a quella del 1995 in Sudafrica, l'ultima per tutti e due i fratelli.
Entrambi fecero inoltre parte della Nazionale che vinse la finale della Coppa FIRA 1995-97 a Grenoble contro la Francia, che diede all'Italia al contempo la prima vittoria in una competizione ufficiale, la conquista del titolo di campione d'Europa e soprattutto la prima vittoria sui transalpini.
Nel 1998 i due fratelli presero per la prima volta in carriera strade diverse: Massimo si recò a Londra all'Harlequins, mentre Marcello andò al Calvisano.
Fece in tempo a giocare la prima edizione del Sei Nazioni, nel 2000, alla cui ammissione anche le sue prestazioni avevano contribuito; tuttavia una contrattura alla coscia prima dell'ultimo incontro del torneo, contro la Francia, gli impedì di giocare il suo settantesimo incontro, che sarebbe stato anche il suo ultimo avendo annunciato già da tempo il suo ritiro internazionale.
Già assistente allenatore negli ultimi anni a Milano, nei successivi club Massimo Cuttitta si produsse talora in ruoli di giocatore-tecnico: militò a Bologna nel 2000-01, poi la stagione successiva al Rugby Roma, in seguito all'Amatori Alghero e a Brescia, al Leonessa, dove fu anche allenatore in seconda; smessa l'attività agonistica nel 2006 per raggiunti limiti d'età, nella stagione 2006-07 fu impegnato in Celtic League come allenatore della mischia per l'Edimburgo; nella stagione 2007-08, come assistente nello staff tecnico dell'Aquila, il club delle sue origini.
Ad agosto 2009 Cuttitta divenne allenatore degli avanti nello staff tecnico della nazionale scozzese, incarico tenuto fino al 2015; a gennaio 2016 tornò in Italia all'Aquila per ricoprire analogo ruolo tecnico.
Successivamente collaborò con il Jersey in seconda divisione inglese e con le federazioni di Canada e Portogallo come consulente per i pacchetti di mischia delle rispettive squadre nazionali.
L'11 aprile 2021 è morto all'ospedale di Albano Laziale per complicazioni respiratorie legate all'infezione da COVID-19; sua madre, ricoverata nella stessa struttura per analoghe ragioni, era ivi deceduta due giorni addietro.
Varie le presenze anche nei Barbarians; in una di esse, il 17 marzo 1998 a Leicester contro la locale compagine, giocò insieme al fratello.
In sua memoria e in riconoscimento del contributo allo sport di entrambi i Paesi, la federazione scozzese e quella italiana hanno congiuntamente creato un trofeo messo in palio ogni anno dalle proprie nazionali a partire dal Sei Nazioni 2022, la Cuttitta Cup.

## Palmarès
- Coppa FIRA : 1
Italia: 1995-97
- Campionati italiani: 4
Milan: 1990-91, 1992-93, 1994-95, 1995-96
- Coppe Italia: 1
Milan: 1994-95